# Assunção Cristas
Maria da Assunção de Oliveira Cristas Machado da Graça, née le 28 septembre 1974 à Luanda, est une juriste, professeur et femme politique portugaise, membre du Parti populaire (CDS-PP). Elle est ministre de l'Agriculture entre juin 2011 et novembre 2015, et présidente du CDS-PP de 2016 à 2020.

## Biographie

### Une avocate née en Angola
Née en 1974 à Luanda, dans la colonie portugaise d'Angola, elle entre à l'université de Lisbonne en 1995 et y obtient, deux ans plus tard, une licence de droit. Jusqu'en 1999, elle travaille comme assistante à la faculté de droit de son université, puis rejoint l'ordre des avocats.

### L'enseignement du droit
À partir de 2004, elle enseigne le droit privé à la faculté de droit de l'université de Lisbonne ainsi qu'a l'institut supérieur des sciences politiques et de la sécurité interne (ISCPSI),.  
Elle est consultante juridique pour Morais Leitão, Galvão Teles, Soares da Silva et Cie en 2010.

### Parcours politique
En 2002, elle devient conseillère de Celeste Cardona ministre de la Justice du gouvernement de centre-droit de José Manuel Durão Barroso, puis directrice du cabinet de la politique et de la planification jusqu'en 2005. Militante du Parti populaire depuis 2007, elle est élue députée à l'Assemblée de la République, pour la circonscription de Leiria, en 2009 et réélue en 2011.

### Ministre de l'Agriculture et de l'Environnement
En juin 2011, à la suite des élections législatives anticipées, elle fait partie de l'équipe de négociation du CDS/PP avec le Parti social-démocrate (PPD/PSD) en vue de la formation d'un gouvernement de coalition.
Avec le succès de ces discussions, le président du PPD/PSD, Pedro Passos Coelho, forme le XIXe gouvernement constitutionnel. Assunção Cristas est alors nommée ministre de l'Agriculture, de la Mer, de l'Environnement et de l'Aménagement du territoire (MAMAOT), un ministère qui rassemble le ministère de l'Agriculture et de la Pêche avec le ministère de l'Environnement et de l'Aménagement du territoire.
Sa première action est la divulgation d'une circulaire dispensant les fonctionnaires du ministère de porter une cravate.
À l'occasion de l'important remaniement ministériel du 24 juillet 2013, le ministère de l'Environnement et de l'Aménagement du territoire est recréé, et elle devient alors simplement ministre de l'Agriculture et de la Mer. Elle demeure en fonction sous l'éphémère deuxième gouvernement Passos Coelho en novembre 2015, qui est renversé par une motion de censure moins d'un mois après avoir été formé.
Après le retrait de Paulo Portas de la vie politique, Assunção Cristas est élue présidente du CDS-PP le 13 mars 2016. Pour les élections législatives de 2019, le parti recueille 4,25 % des suffrages, et n'obtient que 5 élus, ce qui entraîne la démission d'Assunção Cristas, qui quitte la présidence en janvier 2020.

## Vie privée
Elle est mariée à Tiago Pereira dos Reis Machado da Graça, mère de quatre enfants et se déclare catholique pratiquante,.